# B-Side Band
B-Side Band je český swingový orchestr z Brna. Je složen z osmnácti instrumentalistů.
V roce 2006 jej založil trumpetista Josef Buchta. S big bandem spolupracují přední čeští hudební umělci, jako Matěj Ruppert, Roman Holý, Tereza Černochová, Dan Bárta, Martin Chodúr či Roman Dragoun. Ke zpěvákům big bandu patřil i Vojtěch Dyk. 
Skupina se záhy prosadila v České republice i v zahraničí. Vedle českých zpěváků spolupracuje i světovými jmény jako jsou například Kurt Elling, Judith Hillová, New York Voices, Electro Deluxe nebo The Puppini Sisters. Umělci vystupovali  na hudebních festivalech Colours of Ostrava, Metronome Festival nebo Rock for People, ale i na festivalu Smetanova Litomyšl, MHF Český Krumlov nebo na MFF v Karlových Varech.

## Členové
- Josef Buchta – trumpeta, křídlovka
- Antonín Mühlhansl – altový saxofon, tenorový saxofon, klarinet
- Petri Herzanen – altový saxofon
- Petr Kovařík – tenorový saxofon, flétna
- Pavel Zlámal – tenorový saxofon, sopránový saxofon, klarinet
- Lubor Pokluda – barytonový saxofon, basový saxofon, klarinet, basklarinet
- Petr Hnětkovský, Martin Henek, Pavel Semek, Pavel Debef – trombon
- Lukáš Koudelka, František Adamík, Michal Cálik – trumpeta, křídlovka
- Anton Marko – piano, klávesy
- Jiří Kalousek – kytara
- Tomáš Vunderle Koudelka – basy
- Petr Rybíz Toman – perkuse, zpěv
- Petr Ptáček – bicí souprava

## Diskografie
- 2012 – Live at La Fabrika, s Vojtěchem Dykem
- 2014 – Meeting Point, instrumentální album
- 2014 – Deska, spolupráce s Vojtěchem Dykem
- 2017 – 10 let, album
- 2018 – Deset let beat ve Swingu, spolupráce s Vojtěchem Dykem
- 2020 – Folk swings, CD
- 2021 - Roman Dragoun Projekt
- 2023 - Tam a zpět

### DVD
- Live at Lucerna 2012, 2013 – s Vojtěchem Dykem